# Скорбященская церковь (Мичуринск)
Церковь во имя иконы Божией Матери «Всех Скорбящих Радость» — православная церковь в городе Мичуринск, расположена на старом кладбище города. Находится в юрисдикции Мичуринской епархии Русской православной церкви.

## История

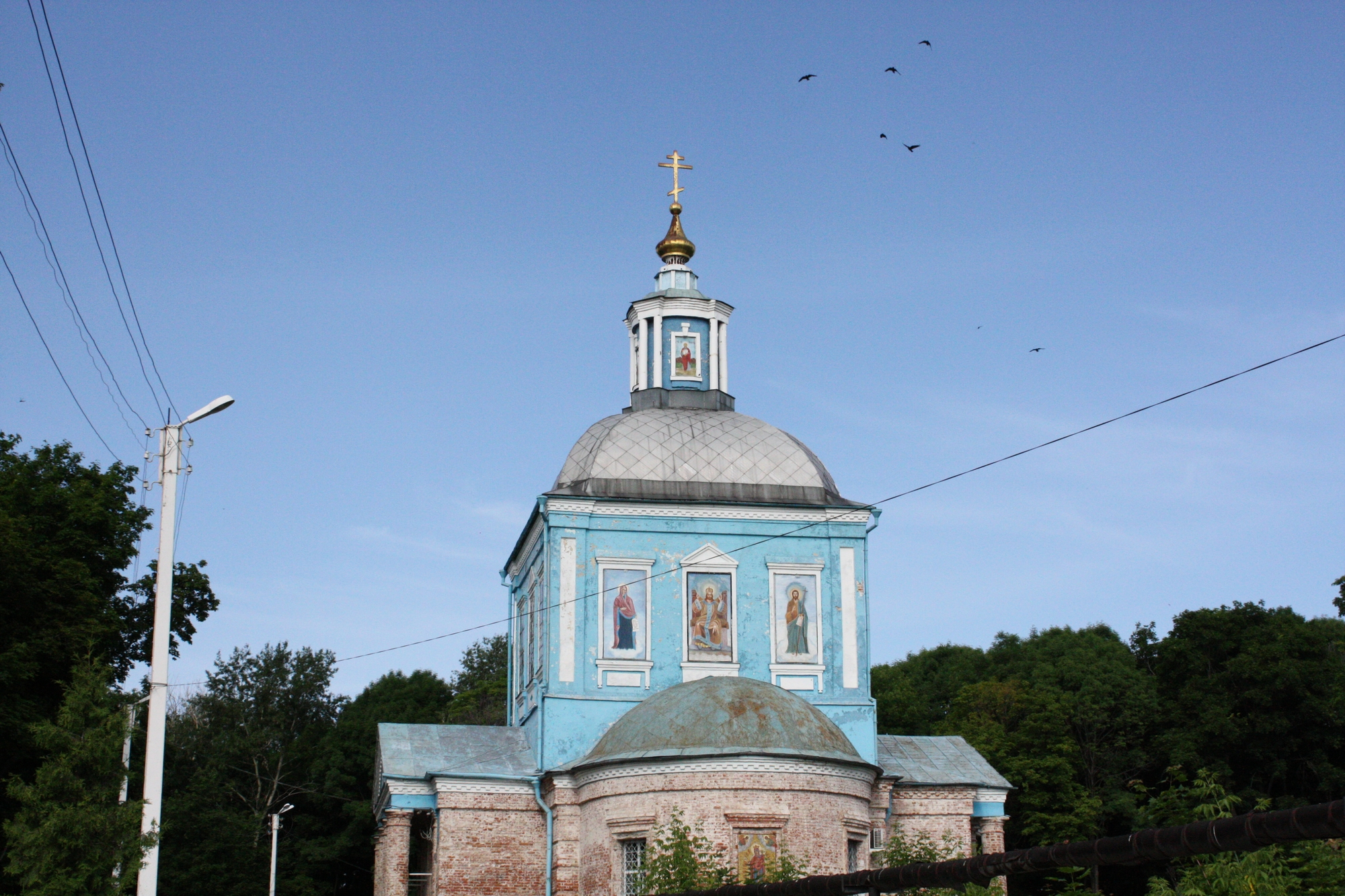
Церковь в 2008 году

Построена на средства купца Ивана Ивановича Воронова в 1803 году. До 1808 года Скорбященская церковь не имела собственного причта и была приписной.
Изначально церковь была трёхпрестольной:
- в честь иконы Божией Матери «Всех скорбящих Радость» — главный престол;
- в честь Казанской иконы Божией Матери;
- во имя Иоанна Предтечи.

К 1902 году престол во имя Казанской иконы Божией Матери был упразднён, а к 1911 году церковь стала однопрестольной.
В 1930-е годы Скорбященская церковь, как и другие храмы Тамбовской епархии, была закрыта. В 1939 году планировался её снос, но была только разобрана колокольня. В конце лета 1943 года при храме была создана община верующих в юрисдикции митрополита Сергия (с 8 сентября 1943 года — Патриарх Московский и всея Руси), которую возглавил митрофорный протоиерей Александр Лебедев. Она стала первым православным приходом в Тамбовской епархии. Решением исполкома Мичуринского горсовета от 30 сентября того же года здание Скорбященской церкви было передано созданной общине. Здание было отремонтировано к 20 октября. О возврате церкви и окончании её ремонта было сообщено Священному Синоду. Было испрошено благословение на возобновление церковных служб, но ответ Синода получен не был.
Протоиерей Александр Лебедев был избран общиной настоятелем храма. Он совершил малое освящение церкви и начал совершать богослужения без разрешения священноначалия. Это было обусловлено как просьбами прихожан так и опасением, что храм могут захватить обновленцы, которые агитировали против патриарха Сергия. 1 декабря протоиерей Александр сообщил патриарху, что он совершает богослужения в Скорбященской церкви и просил у него благословения и указаний. К прошению были приложены заявления и послужные списки на самого о. Александра, митрофорного протоиерея Георгия Успенского и священника Иоанна Свищева с просьбой определить их в клир Скорбященской церкви. Патриарх Сергий 13 декабря ответил на прошение и благословил служение всем троим — Лебедеву, Успенскому и Свищеву.
По состоянию на конец 1943 года кроме Скорбященской церкви Мичуринска в Тамбовской епархии начала действовать ещё Покровская церковь в г. Тамбове (богослужения начались лишь в конце декабря).
Прихожане Скорбященской церкви вместе с верующими двух других приходов епархии (Покровская в г. Тамбове и Никольская в г. Моршанске) за несколько месяцев 1944 года собрали более 250 тысяч рублей на строительство танковой колонны имени Дмитрия Донского и эскадрильи имени Александра Невского. Всего же за неполных два года, остававшиеся до конца войны, церквями Тамбовской епархии в фонд Победы было перечислено около миллиона рублей.

## Причт
- 1876 год: священник (Петр Кириллович Троицкий, рукоположён в 1869 году), викарный диакон и псаломщик. Церковный староста: козловский купеческий сын Прутцков (с 1873 года).
- 1902 год: священник (Михаил Трофимович Богородицкий, 29 лет, рукоположён 7 июня 1898 года), псаломщик-диакон (Петр Иванович Полянский, 55 лет, рукоположён 6 декабря 1868 года), псаломщик (Иван Алексеевич Данилов, 51 год). Прослужил в Скорбященском храме 33 года, вместе с матушкой Марией воспитал в духе Православия 11 детей. В 1937 году арестован и расстрелян в ходе борьбы с религией в СССР. 24 декабря 2004 года на заседании Священного Синода Русской Православной Церкви причислен к лику святых. Житие святого.
- 1943—1948 годы: священник — митрофорный протоиерей Александр Лебедев (будущий архиепископ Рижский и Латвийский Филарет).
- 1945—1972 годы: протодиакон Митрофан Федорович Рыжкин.
- 1949 — ?: священник — протоиерей Георгий Семенович Дарков.
- 1953 — ?: настоятель — протоиерей Димитрий Нестеров.